# Barbus stigmatopygus
Barbus stigmatopygus és una espècie de peix cipriniforme de la família dels ciprínids.

## Morfologia
Els mascles poden assolir els 10 cm de longitud total.

## Distribució geogràfica
Es troba al Nil, al Níger i als rius de Guinea Bissau.